# Збірна США з хокею із шайбою
Збірна США з хокею із шайбою — національна команда США, що представляє країну на міжнародних змаганнях з хокею із шайбою. Опікується командою асоціація Хокей США, команда постійно входить до чільної 6 світового хокею, а в самих США офіційно налічується 457 038 хокеїстів, що становить 0,16% від населення країни. Національна хокейна команда здобувала численні нагороди на чемпіонатах світу та олімпійських турнірах.

## Турнірні здобутки команди

### Виступи на Олімпійських іграх
| Рік    | Результат       | Результат       | Результат       | Результат       |
| ------ | --------------- | --------------- | --------------- | --------------- |
| 1920   | 2-е місце       | 2-е місце       | 2-е місце       | 2-е місце       |
| 1924   | 2-е місце       | 2-е місце       | 2-е місце       | 2-е місце       |
| 1928   | не брали участі | не брали участі | не брали участі | не брали участі |
| 1932   | 2-е місце       | 2-е місце       | 2-е місце       | 2-е місце       |
| 1936   | 3-є місце       | 3-є місце       | 3-є місце       | 3-є місце       |
| 1948   | дискваліфікація | дискваліфікація | дискваліфікація | дискваліфікація |
| 1952   | 2-е місце       | 2-е місце       | 2-е місце       | 2-е місце       |
| 1956   | 2-е місце       | 2-е місце       | 2-е місце       | 2-е місце       |
| 1960   | 1-е місце       | 1-е місце       | 1-е місце       | 1-е місце       |
| 1964   | 5-е місце       | 5-е місце       | 5-е місце       | 5-е місце       |
| 1968   | 6-е місце       | 6-е місце       | 6-е місце       | 6-е місце       |
| 1972   | 2-е місце       | 2-е місце       | 2-е місце       | 2-е місце       |
| 1976   | 5-е місце       | 5-е місце       | 5-е місце       | 5-е місце       |
| 1980   | 1-е місце       | 1-е місце       | 1-е місце       | 1-е місце       |
| 1984   | 7-е місце       | 7-е місце       | 7-е місце       | 7-е місце       |
| 1988   | 7-е місце       | 7-е місце       | 7-е місце       | 7-е місце       |
| 1992   | 4-е місце       | 4-е місце       | 4-е місце       | 4-е місце       |
| 1994   | 8-е місце       | 8-е місце       | 8-е місце       | 8-е місце       |
| 1998   | 6-е місце       | 6-е місце       | 6-е місце       | 6-е місце       |
| 2002   | 2-е місце       | 2-е місце       | 2-е місце       | 2-е місце       |
| 2006   | 8-е місце       | 8-е місце       | 8-е місце       | 8-е місце       |
| 2010   | 2-е місце       | 2-е місце       | 2-е місце       | 2-е місце       |
| 2014   | 4-е місце       | 4-е місце       | 4-е місце       | 4-е місце       |
| 2018   | 7-е місце       | 7-е місце       | 7-е місце       | 7-е місце       |
| 2022   | 5-е місце       | 5-е місце       | 5-е місце       | 5-е місце       |
| Усього |                 |                 |                 |                 |
| Ігор   | Золото          | Срібло          | Бронза          | Разом           |
| 23     | 2               | 8               | 1               | 11              |

### На Чемпіонатах світу
- 1920 — 2-е місце
- 1924 — 2-е місце
- 1931 — 2-е місце
- 1932 — 2-е місце
- 1933 — 1-е місце
- 1934 — 2-е місце
- 1936 — 3-є місце
- 1938 — 7-е місце
- 1939 — 2-е місце
- 1940–46 — Не брали участь[1]
- 1947 — 5-е місце
- 1948 — 4-е місце
- 1949 — 3-є місце
- 1950 — 2-е місце
- 1951 — 6-е місце
- 1952 — 2-е місце
- 1955 — 4-е місце
- 1956 — 2-е місце
- 1958 — 5-е місце
- 1959 — 4-е місце
- 1960 — 1-е місце
- 1961 — 6-е місце
- 1962 — 3-є місце
- 1963 — 8-е місце
- 1964 — 5-е місце
- 1965 — 6-е місце
- 1966 — 6-е місце
- 1967 — 5-е місце
- 1968 — 6-е місце
- 1969 — 6-е місце
- 1970 — 7-е місце (Переможець "Групи B")
- 1971 — 6-е місце
- 1972 — 8-е місце (2-е місце в "Групи B")[2]
- 1973 — 8-е місце (2-е місце в "Групи B")
- 1974 — 7-е місце (Переможець "Групи B")
- 1975 — 6-е місце
- 1976 — 4-е місце
- 1977 — 7-е місце
- 1978 — 7-е місце
- 1979 — 7-е місце
- 1980 — Не розігрувався[3]
- 1981 — 5-е місце
- 1982 — 8-е місце
- 1983 — 9-е місце (Переможець "Групи B")
- 1984 — Не розігрувався[3]
- 1985 — 4-е місце
- 1986 — 6-е місце
- 1987 — 7-е місце
- 1988 — Не розігрувався[3]
- 1989 — 6-е місце
- 1990 — 5-е місце
- 1991 — 4-е місце
- 1992 — 7-е місце
- 1993 — 6-е місце
- 1994 — 4-е місце
- 1995 — 6-е місце
- 1996 — 3-є місце
- 1997 — 6-е місце
- 1998 — 12-е місце
- 1999 — 6-е місце
- 2000 — 5-е місце
- 2001 — 4-е місце
- 2002 — 7-е місце
- 2003 — 13-е місце
- 2004 — 3-є місце
- 2005 — 6-е місце
- 2006 — 7-е місце
- 2007 — 5-е місце
- 2008 — 6-е місце
- 2009 — 4-е місце
- 2010 — 13-е місце
- 2011 — 8-е місце
- 2012 — 7-е місце
- 2013 — 3-є місце
- 2014 — 6-е місце
- 2015 — 3-є місце
- 2016 — 4-е місце
- 2017 — 5-е місце
- 2018 — 3-є місце
- 2019 — 7-е місце
- 2021 — 3-є місце
- 2022 — 4-е місце
- 2023 — 4-е місце
- 2024 — 5-е місце
- 2025 — 1-е місце

### Кубок Шпенглера
Переможець Кубка Шпенглера 1988 року.

## Склад команди
Склад гравців на чемпіонаті світу 2015
Станом на 17 травня 2015
Воротарі
| №  | Гравець          | Хват | Зріст  | Вага  | Дата народження | Команда                     |
| -- | ---------------- | ---- | ------ | ----- | --------------- | --------------------------- |
| 1  | Джек Кемпбелл    | Л    | 191 см | 83 кг | 9 січня 1992    | Техас Старс (АХЛ)           |
| 34 | Алекс Лайон      | Л    | 185 см | 91 кг | 9 грудня 1992   | Єльський університет (NCAA) |
| 37 | Коннор Геллебайк | Л    | 193 см | 91 кг | 19 травня 1993  | Сент-Джонс АйсКепс (АХЛ)    |

Захисники
| №  | Гравець        | Хват | Зріст  | Вага  | Дата народження   | Команда                          |
| -- | -------------- | ---- | ------ | ----- | ----------------- | -------------------------------- |
| 3  | Сет Джонс      | П    | 193 см | 93 кг | 3 жовтня 1994     | Нашвілл Предаторс                |
| 5  | Коннор Мерфі   | П    | 193 см | 96 кг | 26 березня 1993   | Аризона Койотс                   |
| 6  | Майк Райллі    | Л    | 185 см | 83 кг | 13 липня 1993     | Міннесотський університет (NCAA) |
| 17 | Джон Мур       | Л    | 191 см | 92 кг | 19 листопада 1990 | Аризона Койотс                   |
| 24 | Зак Редмонд    | П    | 188 см | 93 кг | 28 липня 1988     | Колорадо Аваланш                 |
| 27 | Джастін Фолк А | П    | 183 см | 98 кг | 20 березня 1992   | Кароліна Гаррікейнс              |
| 47 | Торі Круг      | Л    | 175 см | 82 кг | 12 квітня 1991    | Бостон Брюїнс                    |
| 51 | Джейк Гардінер | Л    | 188 см | 83 кг | 4 липня 1990      | Торонто Мейпл-Ліфс               |

Нападники
| №  | Гравець         | Хват | Зріст  | Вага   | Дата народження | Команда                         |
| -- | --------------- | ---- | ------ | ------ | --------------- | ------------------------------- |
| 9  | Джек Ейчел      | П    | 185 см | 87 кг  | 28 жовтня 1996  | Бостонський університет (NCAA)  |
| 12 | Бен Сміт        | П    | 180 см | 93 кг  | 11 липня 1988   | Сан-Хосе Шаркс                  |
| 13 | Нік Боніно      | Л    | 185 см | 89 кг  | 20 квітня 1988  | Ванкувер Канакс                 |
| 14 | Стів Мозес      | П    | 175 см | 77 кг  | 9 серпня 1989   | Йокеріт Гельсінкі               |
| 19 | Джиммі Весі     | Л    | 191 см | 92 кг  | 30 серпня 1991  | Гарвардський університет (NCAA) |
| 21 | Ділан Ларкін    | Л    | 183 см | 78 кг  | 30 липня 1996   | Мічиганський університет (NCAA) |
| 22 | Тревор Льюїс А  | П    | 185 см | 90 кг  | 8 січня 1987    | Лос-Анджелес Кінгс              |
| 24 | Метт Гендрікс С | Л    | 183 см | 96 кг  | 17 червня 1981  | Едмонтон Ойлерс                 |
| 26 | Джеремі Морін   | П    | 185 см | 87 кг  | 16 квітня 1991  | Колумбус Блю-Джекетс            |
| 29 | Брок Нельсон    | Л    | 191 см | 89 кг  | 15 жовтня 1991  | Нью-Йорк Айлендерс              |
| 33 | Чарлі Койл      | П    | 191 см | 100 кг | 2 березня 1992  | Міннесота Вайлд                 |
| 36 | Марк Аркобелло  | П    | 173 см | 78 кг  | 12 серпня 1988  | Аризона Койотс                  |
| 42 | Ден Секстон     | П    | 178 см | 77 кг  | 29 квітня 1987  | Нафтохімік Нижньокамськ         |
| 90 | Андерс Лі       | Л    | 188 см | 102 кг | 3 липня 1990    | Нью-Йорк Айлендерс              |

Тренерський штаб
| Функція              | Ім'я           | Громадянство | Дата народження |
| -------------------- | -------------- | ------------ | --------------- |
| Головний тренер      | Тодд Річардс   | США          | 20 жовтня 1966  |
| Асистент тренера     | Ден Байлсма    | США          | 19 вересня 1970 |
| Асистент тренера     | Грег Карвел    | США          | 17 серпня 1970  |
| Генеральний менеджер | Джим Йоганссон | США          | 10 березня 1964 |